# Amenhotep I.
Amenhotep I. (též známý jako Amenofis I.) byl druhým staroegyptským faraonem 18. dynastie, který vládl přibližně v letech 1525–1504 př. n. l. Jeho rodiči byli faraon Ahmose I. a jeho velká královská manželka Ahmose-Nefertari. Amenhotep I. měl staršího bratra Ahmose-Ancha, který byl korunním princem a předpokládalo se, že nastoupí na trůn po svém otci. Ten však v období mezi sedmnáctým a dvacátým druhým rokem otcovy vlády zemřel a novým korunním princem se stal Amenhotep. Amenhotep se stal po otcově smrti králem a vládl po dobu jednadvaceti let.
Období vlády Amenhotepa I. plynule navázalo na vládu Ahmose I., který po mnohaletých válkách opět sjednotil celou říši. Nový faraon upevnil egyptskou moc v Núbii a v nilské deltě, která byla po dobu jednoho století centrem hyksóské nadvlády. Amenhotep se pravděpodobně nepokoušel udržet kontrolu nad oblastí Levanty, kterou k říši připojil jeho otec. V Horním Egyptě pokračoval s přestavbou chrámů a zavedl změny v uspořádání pohřebního komplexu, když oddělil svoji hrobku od svého zádušního chrámu. Tento způsob pohřbívání přetrval po celé období Nové říše. Po své smrti byl zbožštěn a stal se patronem dělníků v Dér el-Medíně, vesnici stavitelů královských hrobek.

## Rodina
Amenhotep I. byl synem faraona Ahmose I. a jeho manželky Ahmose-Nefertari. Z Amenhotepových sourozenců je znám Ahmose-Anch, Ahmose-Meritamon a Ahhotep II. Jeho starší bratr Ahmose-Anch zemřel dříve, čímž uvolnil Amenhotepovi cestu na trůn. Amenhotep se stal králem v poměrně mladém věku a je pravděpodobné, že místo něj krátce vládla jeho matka Ahmose-Nefertari. Důkazem pro tuto teorii je fakt, že jak Amenhotep I. tak i Ahmose-Nefertari jsou spojení s založením vesnice dělníků v Dér el-Medíně. Amenhotep si vzal za manželku svoji sestru Ahmose-Meritamon, která se následně stala jeho velkou královskou manželkou. Na stéle z 19. dynastie se objevuje jméno Amenhotepovy další manželky – Sitkamose.
Kromě tohoto svazku jsou další vztahy s členy rodiny zpochybněny. Ahhotep II. je obvykle považována za Amenhotepovu manželku a sestru, avšak existuje i teorie, že byla jeho babičkou. Pravděpodobně měli spolu jednoho syna, Amenemhata, který však zemřel již v mladém věku. Tato verze je považována za konsenzus, přesto existují argumenty proti tomuto vztahu. Jelikož neměl Amenhotep I. žádného živého potomka, jeho nástupcem se stal Thutmose I., který si vzal Amenhotepovu sestru Ahmose. Neexistují však žádné důkazy, zda Ahmose byla skutečně Amenhotepovou sestrou. Egyptolog Edward Bleiberg pochybuje o jejich sourozeneckém vztahu, neboť Ahmose nikdy nebyla nazývána titulem „královská dcera“.

## Období a délka vlády
Během devátého roku vlády panovníka Amenhotepa I. bylo provedeno pozorování heliaktického východu hvězdy Sirius (den v roce, kdy hvězda poprvé vyjde nad obzor před východem Slunce), které proběhlo devátý den třetího měsíce šemu. Novodobí astronomové spočítali, že pokud bylo pozorování provedeno z Mennoferu či Heliopole, tak mohlo v tento den proběhnout pouze v roce 1537 př. n. l. Pokud bylo pozorování uskutečněno v Thébách, mohlo proběhnout pouze roku 1517 př. n. l. Druhá možnost je většinou považována za správnou, neboť Théby se na počátku 18. dynastie staly hlavním městem Egypta. Astronomové vycházeli z toho, že daný den pozorování heliaktického východu je v určitém konkrétním postavení k egyptskému i „solárnímu“ kalendáři zároveň jednou za 1461 (egyptských), respektive 1460 (solárních) let. Amenhotep tak pravděpodobně nastoupil na trůn v roce 1526 př. n. l. nebo v roce 1525 př. n. l., přesto možnost roku 1546 př. n. l. není vyloučena.
Podle historika Manetha vládl Egyptu po dobu dvaceti let a sedmi měsíců nebo dvaceti jedna let. Zatímco nejvyšší doložený rok Amenhotepovy vlády je rok číslo deset, Manetho vycházel z informací pocházejících z pasáží v hrobce kouzelníka jménem Amenemhet, který výslovně uváděl, že sloužil pod králem Amenhotepem po dobu jednadvaceti let. Pokud tedy bylo pozorování provedeno z Mennoferu či Heliopole vládl Amenhotep přibližně v letech 1546 až 1526 př. n. l., v opačném případě v letech 1526 až 1506 př. n. l. nebo 1525 až 1504 př. n. l. Mezi odborníky se tyto letopočty liší jen o několik málo let.

## Zahraniční politika

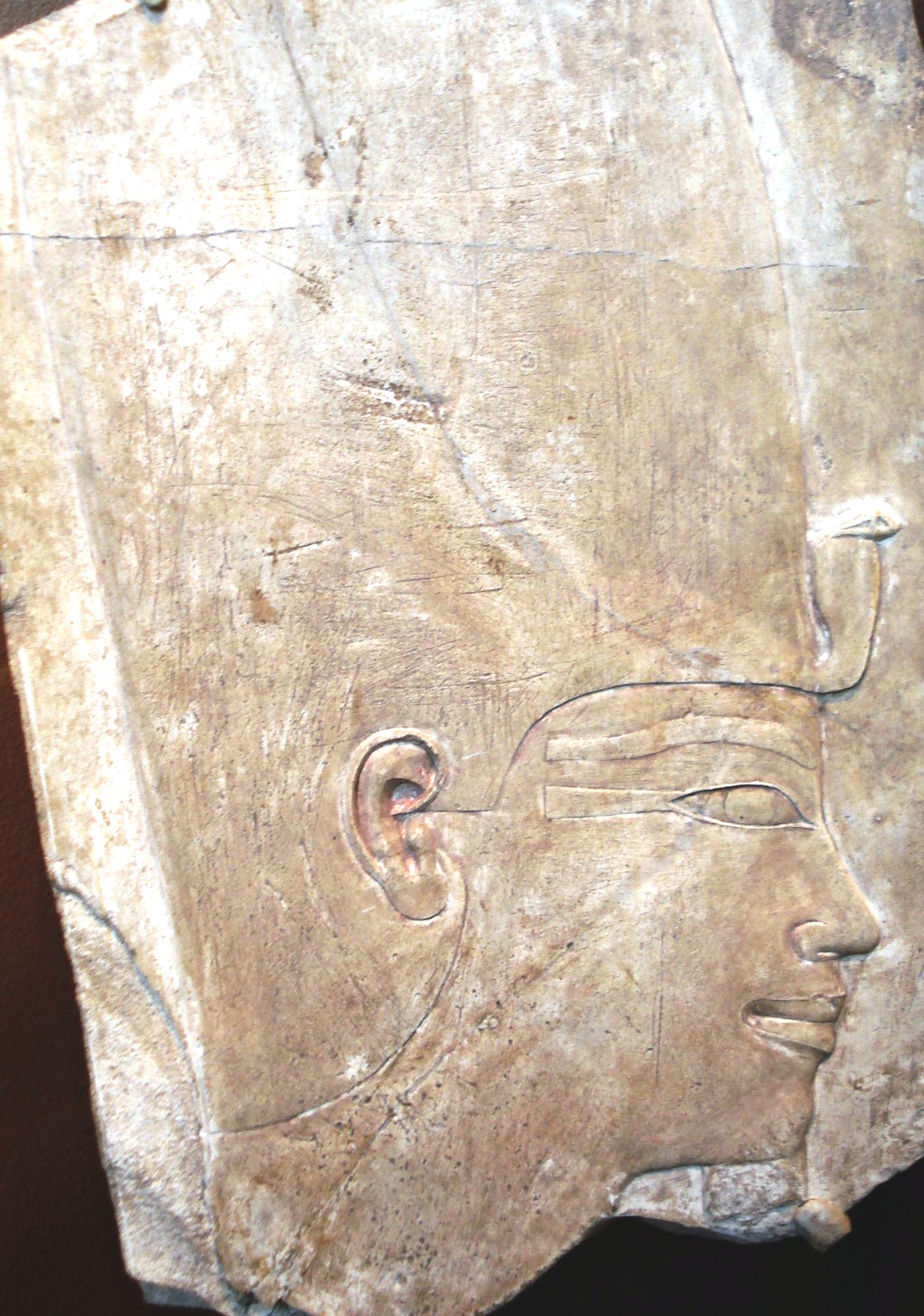
Reliéf Amenhotepa I. z Karnaku

Amenhotepovo Horovo jméno v překladu znamená „Býk, který dobývá země“ a Jméno obou paní znamená „Ten, který vzbuzuje velkou hrůzu“, což je všeobecně chápáno tak, že Amenhotep I. měl v úmyslu převzít kontrolu nad okolními státy. Texty ze dvou hrobek naznačují, že vedl válečná tažení do Núbie. Podle textů z hrobky Ahmose, syna Abany, se Amenhotep pokusil posunout egyptské hranice až do jižní části Núbie. Voják Ahmose, syn Abany, popisuje, jak osobně dovedl Amenhotepa do Kuše, kde porazil núbijskou armádu. Tento souboj Ahmose, syn Abany, vylíčil následovně: „…jeho Veličenstvo zabilo toho núbijského lučištníka uprostřed jeho armády“. Texty v druhé hrobce patřící úředníkovi Ahmosemu Pennechbetovi rovněž hovoří o tom, jak se zúčastnil bojů během válečného tažení do Kuše. Je však možné, že odkazoval na stejnou bitvu jako Ahmose, syn Abany. Toto válečné tažení pravděpodobně proběhlo kolem osmého roku Amenhotepovy vlády. Jižní hranice Egypta se díky tomuto tažení posunula k ostrovu Sai, kde nechal Amenhotep I. postavit chrám, tedy téměř až ke třetímu nilskému kataraktu.
Nápisy v hrobce Ahmose Pennechbeta rovněž odkazují na další tažení do Keheku, jehož poloha je však neznámá. Dlouho se věřilo, že Kehek je spojen s libyjským kmenem Keheků a tudíž se předpokládalo, že tento kmen využil smrti Ahmose I. k usídlení se v západní části nilské delty. Ve skutečnosti se Kehekové objevili až v pozdějším období, takže identita Keheku zůstává neznámá. Amenhotep během svých výprav získal zpět pod egyptskou kontrolu oblast Západní pouště a tamních oáz. Egypt tyto oblasti ztratil během Druhé přechodné doby (1650–1550). Během povstání proti Hyksósům (cca 1560–1532 př. n. l.) považoval král Kamose (1555–1550) za nezbytné tyto lokality znovu obsadit. Není však zřejmé, kdy Egypt získal nad těmito oblastmi opětovnou moc. Byla však nalezena stéla, na které se vyskytl titul „Princ-Guvernér oáz“, což znamená, že nejpozději za vlády Amenhotepa I. byly oázy již pod egyptskou správou.
Z období Amenhotepovy vlády nejsou zaznamenány žádné válečné výpravy do oblasti Levanty. Nicméně na Tombosské stéle, kterou vztyčil Amenhotepův nástupce Thutmose I., se uvádí, že Thutmose I. podnikl válečnou výpravu až k řece Eufrat, avšak po cestě nenarazil na nikoho, kdo by s ním chtěl bojovat. Pokud tedy Thutmose I. nevedl před touto výpravou žádnou jinou, mohlo by to znamenat, že Amenhotep I. válečnou výpravu do Levanty podnikl. Rovněž byly nalezeny dva odkazy na Levantu pocházející pravděpodobně z období Amenhotepovy vlády, které snad dokládají jeho vojenské tažení do této oblasti. V Amenhotepově náhradní hrobce, do které byla faraonova mumie umístěna v období 21. dynastie, byl nalezen odkaz na město Kedmi, které se nacházelo někde na území Kanaánu či v oblasti dnešního Transjordánska. V této hrobce se rovněž vyskytla zmínka o nepřátelích z Mitanni. Oba tyto odkazy však nelze brát jako důkaz, neboť není jisté, zda se texty skutečně vztahují k období Amenhotepovy vlády. Další zmínky o bitvách s Mitanni pocházejí z hrobky Amenemheta, který však sloužil několika králům, a ani zde tak není jisté, ke kterému z nich se tyto zprávy vážou. Všechny zmíněné indicie jsou tedy natolik útržkovité a nejasné, že není možné s jistotou potvrdit, zda k nějakému tažení do Levanty v období Amenhotepovy vlády skutečně došlo.

## Kulturní a intelektuální vývoj

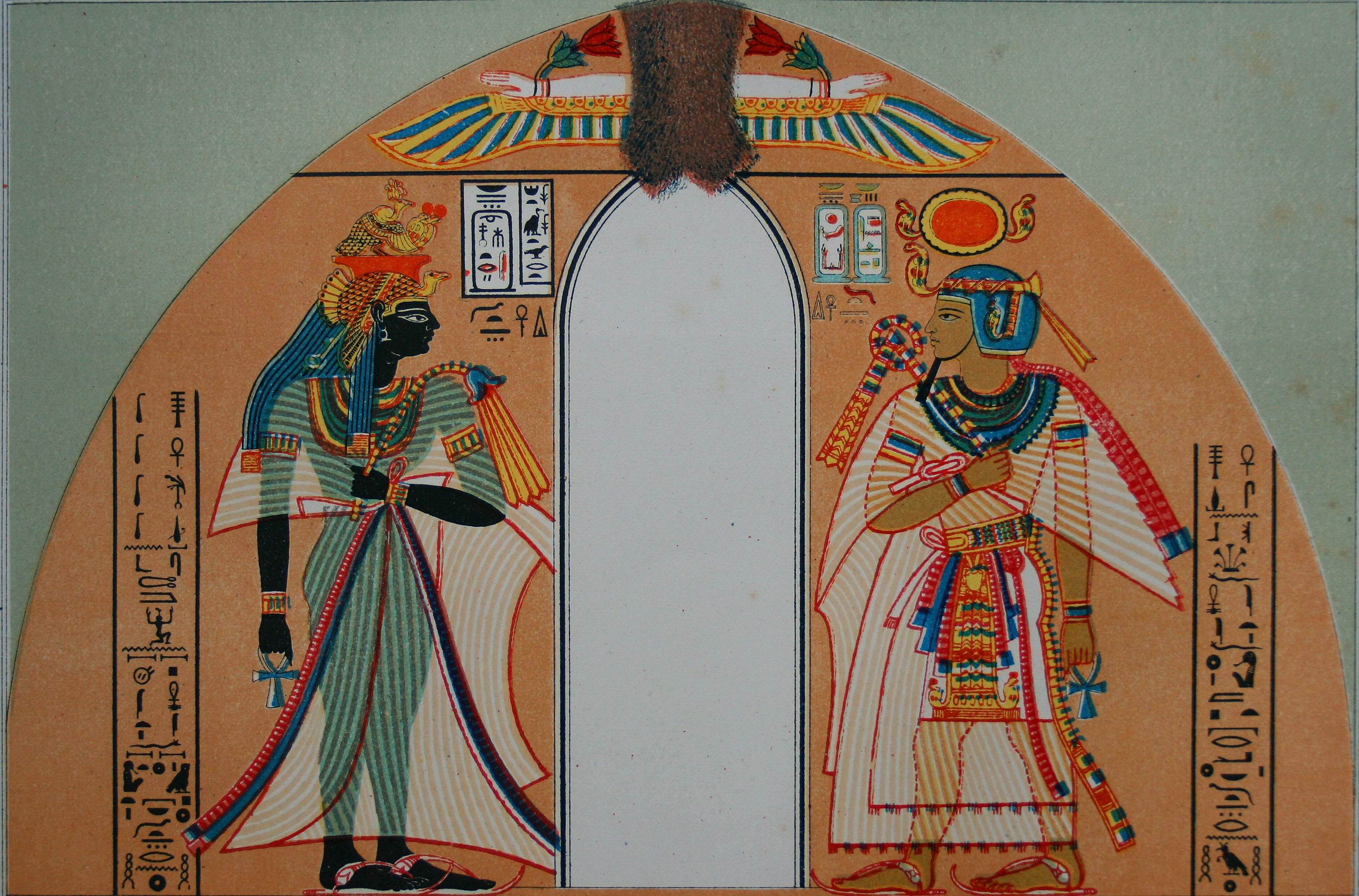
Stéla zobrazující krále s jeho matkou Ahmose-Nefertari

Studium umění z tohoto období je komplikované: bylo sice nalezeno velké množství Amenhotepových soch, ty však většinou pocházely až z ramessovského období, kdy byly vytvořeny za účelem jeho posmrtného zádušního kultu. Na základě několika autentických soch z období Amenhotepovy vlády lze říci, že Amenhotep I. pokračoval v napodobování stylu Střední říše. Umění na počátku 18. dynastie bylo zvláště podobné stylu z raného období Střední říše a sochy vytvořené Amenhotepem I. zřejmě kopírovaly původní monumenty z dob vlády Mentuhotepa II. (cca 2046–1995 př. n. l.) a Senusreta I. (cca 1920–1875 př. n. l.)  Současní egyptologové mají problém tyto dva typy soch od sebe navzájem rozlišit, neboť si jsou velmi podobné.
Amenhotep I. byl pravděpodobně tím, kdo vybudoval vesnici dělníků v Dér el-Medíně, kde žili řemeslníci, kteří v thébské nekropoli po generace stavěli a zdobili hrobky vládců a šlechticů. Avšak nejstarší dochované jméno, které zde bylo nalezeno, patřilo Thutmosovi I. Přesto byl Amenhotep pro zdejší obyvatele důležitou osobností. Společně se svou matkou Ahmose-Nefertari byli považováni za místní ochranné božstvo. Většina domů pocházejících z ramessovské doby obsahovala scény zobrazující uctívání Amenhotepa a jeho matky. Během ročního období peret se zde konaly rituály, jejichž motivem byla králova smrt, pohřeb a návrat mezi živé.
Za Amenhotepovy vlády byla rovněž významně rozšířena dvě literární díla. První z nich je kniha Amduat (v překladu „To, co je v podsvětí“), která je souborem důležitých pohřebních textů používaných v období Nové říše. Věří se, že svoji finální podobu získala právě za vlády Amenhotepa I. a poprvé se objevila v hrobce Thutmose I. Taktéž se zdá, že z tohoto období pochází Ebersův papyrus, který je hlavním zdrojem informací o staroegyptském lékařství. K jeho časovému zařazení posloužila zadní strana papyru, kde se nachází zmínka o pozorování heliaktického východu hvězdy Sirius, které proběhlo za Amenhotepovy vlády.
Během Amenhotepovy vlády byly pravděpodobně sestrojeny první vodní hodiny. Za tímto vynálezem stál faraonův dvorní astronom Amenmemheb, který si ve svém životopise pocházejícím ze své hrobky připisuje zásluhy za sestrojení tohoto mechanizmu. Přesto nejstarší dochovaný exemplář pochází z období vlády Amenhotepa III. Tento vynález byl velkým přínosem pro měření času, neboť egyptská hodina nebyla pevně dána množstvím času, ale byla měřena jako 1/12 noci. Když byly v letním období noci kratší, vodní hodiny mohly být upraveny tak, aby přesně počítaly s kratšími hodinami.

## Stavební projekty

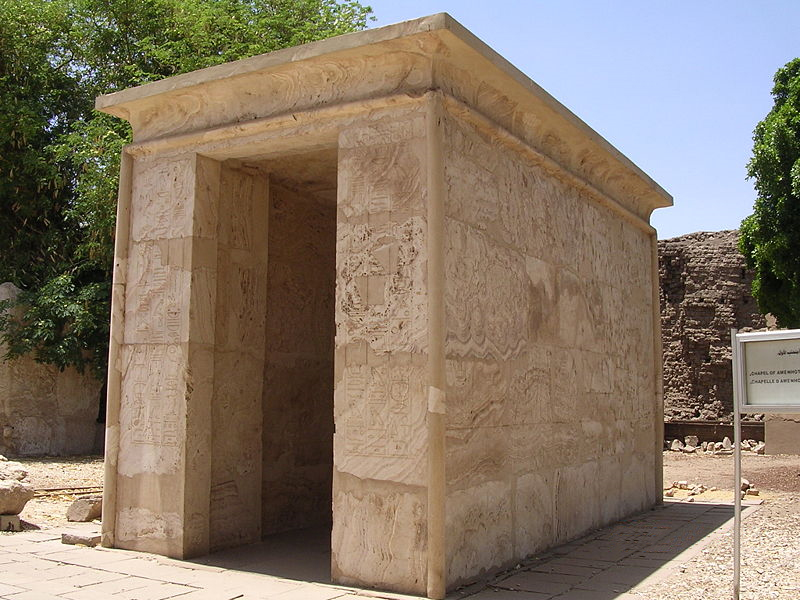
Alabastrová kaple Amenhotepa I. v Karnaku

Amenhotep I. se stejně jako jeho otec věnoval výstavbě monumentů, přičemž se zaměřil především na Karnak. Z písemných pramenů je známo, že pověřil architekta Ineniho, aby rozšířil Amonův chrám v Karnaku. Podle nápisů z Ineniho hrobky nechal postavit na jižní straně chrámu velkou vápencovou bránu o velikost dvaceti loktů a dvojité průčelí. V Karnaku rovněž nechal vybudovat svatyni pro úschovu posvátné bárky boha Amona, jež se nacházela na předním nádvoří, a kapli, která se svým stylem podobala Bílé kapli, stavbě, kterou nechal postavit faraon 12. dynastie Senusret I. Amenhotep I. často napodoboval styl tohoto panovníka, a tak bylo častokrát těžké určit, kdo z nich nechal jednotlivé stavby postavit. V kaplích, které zde vybudoval, se objevovaly motivy zobrazující krále a jeho matku Ahmose-Nefertari. Za vlády Thutmose III. byly tyto kaple zbourány a na jejich místech byly vystavěny nové. Bloky kamene z původních staveb byly například využity jako výplň 3. pylonu Amenhotepa III. Chrámový komplex dále obsahoval struktury, které byly postaveny k příležitosti faraonova svátku sed, přestože Amenhotep I. zemřel dříve, než se tohoto jubilea dožil. Tento svátek byl totiž slaven, když panovník dosáhl třicátého roku své vlády. Kromě Karnaku se Amenhotep věnoval stavební činnosti i v jiných oblastech. K poctě svého otce Ahmose I. nechal v Abydu postavit kapli a na ostrově Sai vztyčil sochu, jež se podobala té, kterou zde zanechal právě jeho otec. Dále stavěl na Elefantině, v Kom Ombu, na Sinajském poloostrově nechal otevřít tyrkysové doly a v Bosře začal těžit alabastr. V jeho stavebních plánech pravděpodobně nefigurovala oblast Dolního Egypta a nilské delty, kde nejspíše žádnou stavbu nevybudoval.

### Pohřební komplex
Amenhotep I. byl prvním egyptským panovníkem, který oddělil svůj zádušní chrám od své hrobky. Důvodem mohla být snaha ochránit svoji hrobku před jejími vykradači. Zbytky tohoto chrámu se s největší pravděpodobností nacházejí v severní části Dér el-Bahrí. Zdá se, že tato lokalita měla pro Amenhotepa zvláštní význam, neboť se nedaleko od jeho chrámu nacházela hrobka jeho manželky královny Ahmose-Meritamon. Amenhotepův chrám se nacházel na místě, kde v pozdějších letech postavila svůj zádušní chrám královna Hatšepsut. Prvotním plánem královny Hatšepsut mohlo být chrám zachovat, avšak po vybudování spodní terasy byl zbořen a z celého zádušního chrámu zbylo jen pár cihel nesoucích Amenhotepovo jméno. Královské sochy pocházející z tohoto chrámu byly následně přemístěny do nedalekého zádušního chrámu faraona Mentuhotepa II.
Poloha Amenhotepovy hrobky není dosud známa. Za vlády Ramesse IX. byla hrobka stále neporušena, avšak její lokalita nebyla v textech uvedena. V úvahu přicházejí dvě lokality, kde by se mohla nacházet. První z nich je hrobka KV39 v Údolí králů a druhou je hrobka ANB v archeologické oblasti Dra Abú el-Naga. Pravděpodobnějším místem je hrobka ANB, neboť obsahovala předměty nesoucí královo jméno a jména některých členů královské rodiny. Vykopávky v hrobce KV39 naznačily, že toto místo spíše sloužilo jako skladovací prostor pro skrýš v Dér el-Bahrí.

## Pohřeb, následovnictví a dědictví

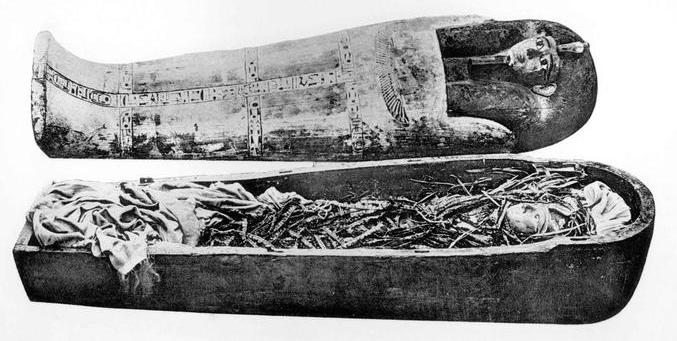
Rakev s královou mumií

Egyptolog Nicolas Grimal se domnívá, že Amenhotep I. před svou smrtí jmenoval Thutmose I. jako svého spoluvládce a jeho převzetí moci předcházelo krátké období koregence. Jméno Thutmose I. se objevilo vedle Amenhotepova jména na bárce, která byla použita jako výplň třetího pylonu v Karnaku. Tento objev bývá často interpretován jako důkaz toho, že Thutmose I. byl skutečně spolukrálem svého předchůdce. Většina odborníků to však odmítá, neboť tento důkaz považují za prostý příklad toho, že Thutmose I. chtěl být pouze spojován se svým předchůdcem. Jeden nalezený text hovoří o tom, že Amenhotep I. ustanovil jako spoluvládce svého malého syna, který však zemřel dříve než král samotný. Nicméně mezi odborníky panuje shoda v tom, že je k dispozici příliš málo důkazů na to, aby mohlo být s jistotou řečeno, zda ke koregenci skutečně došlo či nikoliv.
Po Amenhotepovo smrti nezůstalo jeho tělo ve své původní hrobce. Faraonova mumie byla nalezena ve skrýši v Dér el-Bahrí, která se nachází nedaleko zádušního chrámu královny Hatšepsut, a nyní je uložena v Egyptském muzeu v Káhiře. Do této skrýše přesunuli mumii v období 21. dynastie thébští kněží, kteří tímto krokem chtěli ochránit královské mumie před znesvěcením, jehož hrozba stoupala se zvyšujícím se počtem vykradených hrobek. Při přesunu kněží dbali na to, aby neporušili kartonáž. Aby současní egyptologové tuto vzácnou obličejovou pohřební masku neznehodnotili, nechali Amenhotepovu mumii nerozbalenou, a ta jako jediná královská mumie tak zůstala neprozkoumána.

### Posmrtný kult

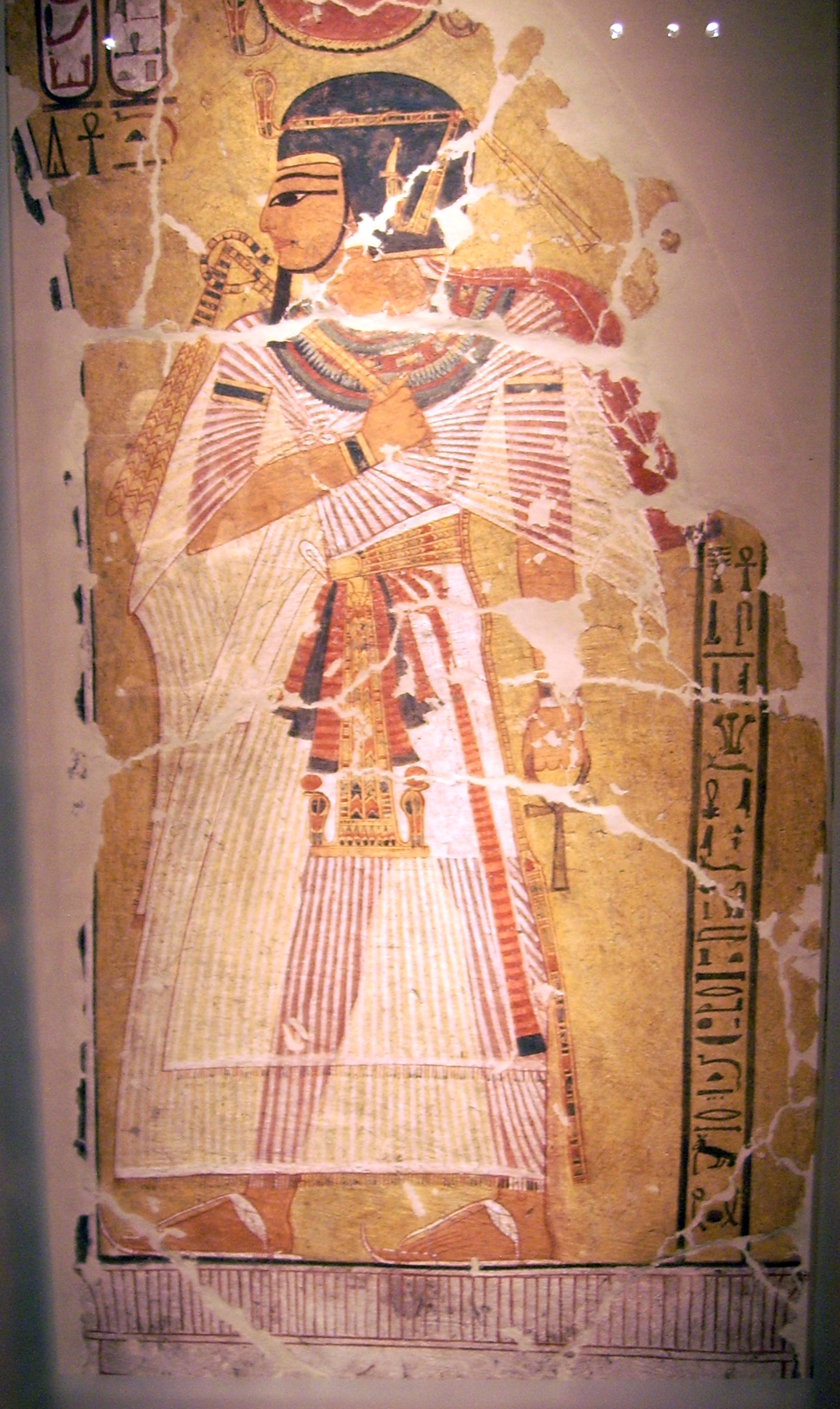
Nástěnná malba Amenhotepa I., 20. dynastie

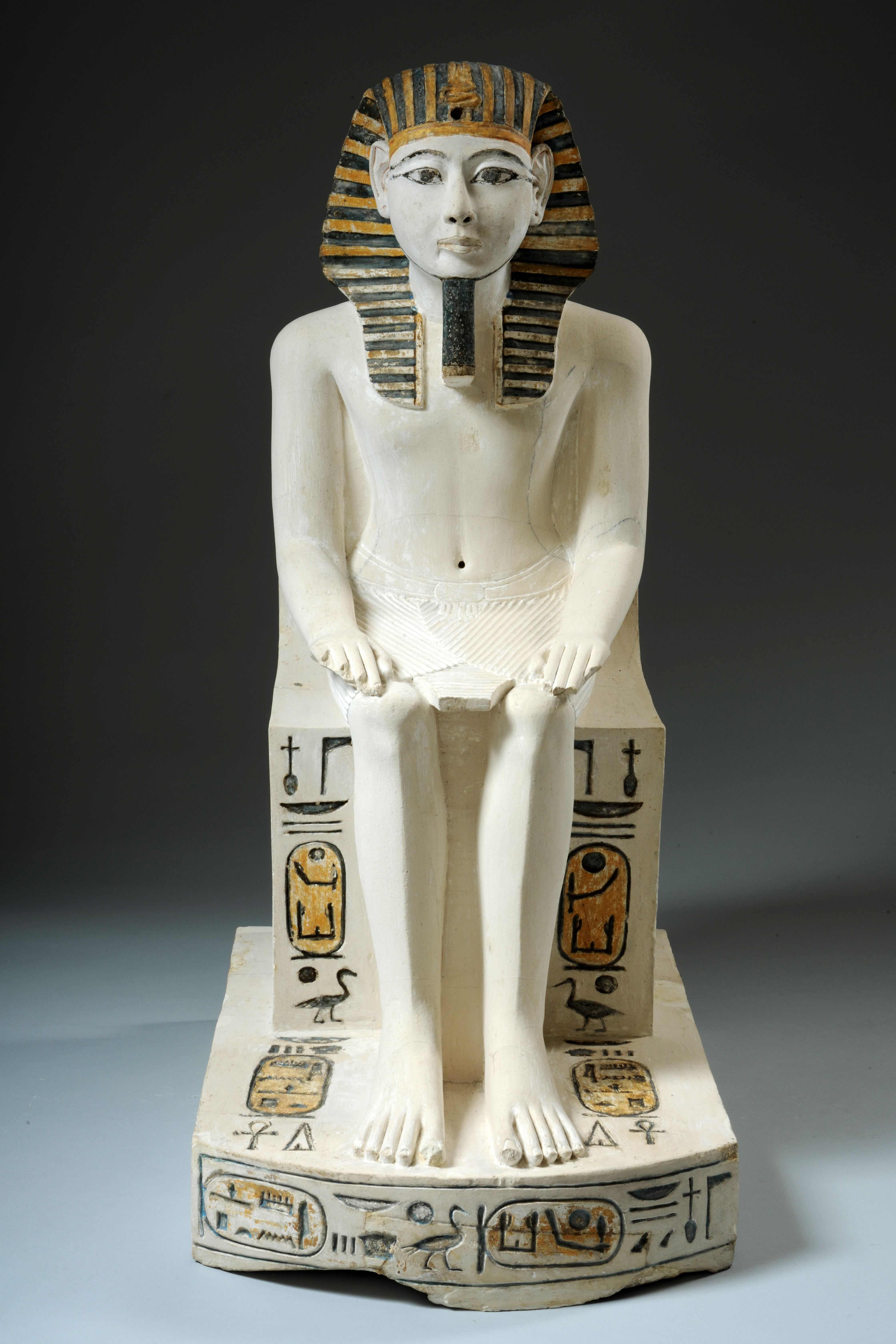
Kultovní soška krále z 19. dynastie

Amenhotep I. byl po své smrti zbožštěn a stal se patronem vesnice dělníků, která byla vybudována v Dér el-Medíně. Jeho matka Ahmose-Nefertari, která žila nejméně o rok déle, byla po své smrti taktéž zbožštěna a stala se součástí Amenhotepova kultu. Jak již bylo zmíněno, většina Amenhotepových soch byla vytvořena za účelem vytvoření jeho posmrtného kultu a byly vyrobeny v pozdějším období. Amenhotep byl taktéž znám jako bůh, který uměl věštit. V Dér el-Medíně bylo nalezeno několik ostrakonů, na kterých byly zapsány otázky směřující na boha Amenhotepa. Tyto otázky byly formulovány takovým stylem, aby mohl Amenhotep odpovědět přikývnutím. K jeho osobě bylo taktéž vázáno mnoho svátků, které se konaly během celého roku. Během prvního měsíce se konal festival, který byl uspořádán na počest Amenhotepova zjevení se v nekropoli dělníkům. Při této příležitosti byla pravděpodobně v Dér el-Medíně vystavena Amenhotepova socha. Další svátek byl držen třicátého dne čtvrtého měsíce a další dva během sedmého měsíce. První z nich se pravděpodobně vztahoval ke dni královy smrti. Druhý se konal koncem měsíce a trval čtyři dny; starověkými Egypťany byl nazýván jako „Velký festival krále Amenhotepa, pána města“. V pozdějším období Nové říše byl sedmý kalendářní měsíc pojmenován po tomto festivalu – „Panamenhotepu“. Další slavnosti se konaly dvacátý sedmý den devátého měsíce a poslední známý, vícedenní festival, se konal zřejmě mezi jedenáctým a třináctým dnem jedenáctého měsíce. Tento svátek pravděpodobně připomínal Amenhotepův nástup na trůn. Informace o Amenhotepově posmrtném kultu pocházejí z množství dokumentů, které detailně popisovaly rituály spojené se zemřelým králem. Trojice papyrů pocházející z období vlády Ramesse III. obsahují liturgické texty, které používali kněží, a reliéfy v Karnaku a Medínit Habu ilustrují vybrané obřady a kouzla.

## Jméno a královské tituly
|             |          |              |
| \| \| \| \| |          |              |
|             |          |              |
| M17         | Y5 · N35 | R4 · X1 · Q3 |

| M17 | Y5 · N35 | R4 · X1 · Q3 |

|             |          |              |
| \| \| \| \| |          |              |
|             |          |              |
| M17         | Y5 · N35 | R4 · X1 · Q3 |

| M17 | Y5 · N35 | R4 · X1 · Q3 |

|             |          |              |
| \| \| \| \| |          |              |
|             |          |              |
| M17         | Y5 · N35 | R4 · X1 · Q3 |

| M17 | Y5 · N35 | R4 · X1 · Q3 |

|             |          |              |
| \| \| \| \| |          |              |
|             |          |              |
| M17         | Y5 · N35 | R4 · X1 · Q3 |

| M17 | Y5 · N35 | R4 · X1 · Q3 |

|             |     |     |
| \| \| \| \| |     |     |
|             |     |     |
| N5          | D45 | D28 |

| N5 | D45 | D28 |

|             |     |     |
| \| \| \| \| |     |     |
|             |     |     |
| N5          | D45 | D28 |

| N5 | D45 | D28 |

|             |     |     |
| \| \| \| \| |     |     |
|             |     |     |
| N5          | D45 | D28 |

| N5 | D45 | D28 |

|             |     |     |
| \| \| \| \| |     |     |
|             |     |     |
| N5          | D45 | D28 |

| N5 | D45 | D28 |

| E1 | G43 | D36 · I9 | N17 · N17 · N17 |

| E1 | G43 | D36 · I9 | N17 · N17 · N17 |

| G16 | O29 · N35 · D21 | H4 | G43 |

| G16 | O29 · N35 · D21 | H4 | G43 |

| G8 | V29 | M4 | M4 | M4 |

| G8 | V29 | M4 | M4 | M4 |